# 乌鲁阿特河
乌鲁阿特河，也称乌鲁阿特小河、乌鲁阿特沟，位于中华人民共和国新疆维吾尔自治区克孜勒苏柯尔克孜自治州西南部地区的一条河流，是盖孜河左岸支流，由发源于克州乌恰县南部昆盖山东北坡的三大源流于伯日科孜自然村附近汇合而成，自西向东流，于波斯坦铁列克乡东南约20千米处出山口，之后呈散流状渗入阿克陶县奥依塔克镇以北的荒漠中，在下游约30千米处的盖孜河左岸形成湿地和多支泉水沟。山口以上河长42千米，流域面积584平方千米，年均径流量约1亿立方米。